# Tábor tlusťochů
Tábor tlusťochů (v anglickém originále Fat Camp) je patnáctý díl čtvrté řady amerického komediálního animovaného televizního seriálu Městečko South Park.

## Děj
Lidé ze South Parku zaplatí Ericovi pobyt v táboře, který si klade za cíl udělat děti v jeho věku hubené pomocí cvičení a diety. Když se Eric dozví, že z tábora není úniku, domluví se s jedním klukem, který má podobný hlas, aby mu do tábora pašoval sladkosti a vydával se za něho. Kyle a Stan ho ale prokouknou a donutí ho místo Kennyho vstoupit do vagíny paní Crabtreeové. Kenny totiž začal dělat různé věci za peníze a vstup do paní Crabtreeové mělo být jeho hlavní vystoupení v jeho show. V New Yorku byl ale zatčen za prostituci, což mu vlastně zachránilo život, protože Ericův hubený dvojník ve vagíně paní Crabtreeové zahynul kvůli tlaku. Děti z tábora tlusťochů si začnou brát zpět rodiče, protože nevidí výsledky, ale děti se na poslední chvíli přiznají, že nehubnou, protože je Eric zásoboval za peníze. Děti dostanou druhou šanci. Eric si uvědomí svou chybu a chce být také hubený. Vedoucí tábora ho ale vyloučí a Eric se vrátí ke svému nezdravému životnímu stylu.